# Titan (raketfamilie)

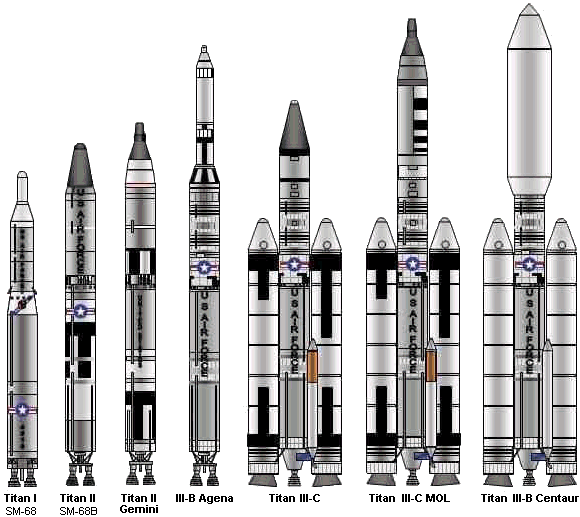
Een aantal Titan-configuraties.

De Titan was een Amerikaanse reeks raketten van de USAF die van 1959 tot 2006 in gebruik was.
Er waren vier generaties Titan raketten die in verschillende configuraties konden worden opgebouwd. De Titan raketten gebruikten verschillende uitvoeringen van de LR-87 en LR-91 raketmotoren als hoofdmotoren voor de eerste en tweede trap. Deze motoren werden in de loop der tijd doorontwikkeld waardoor ze steeds krachtiger werden. De productie lag in handen van Glenn L. Martin dat na een fusie in 1962 opging in Martin Marrietta. Dat bedrijf fuseerde in 1995 weer tot Lockheed Martin.

## Titan I

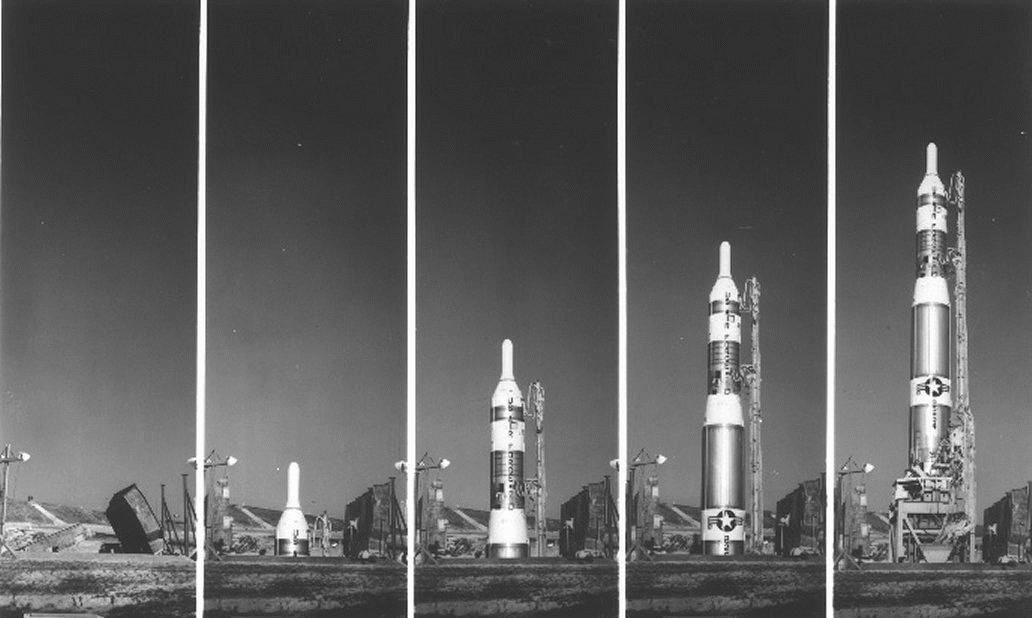
Een Titan I-raket wordt met zijn lanceerinstallatie uit zijn ondergrondse silo gehesen.

De SM-68A/HGM-25A Titan I was een Amerikaanse ICBM die van 1959 to 1965 in gebruik was en was de eerste Amerikaanse meertrapsraket met dit doel. De raket gebruikte net als de andere Amerikaanse ballistische raketten uit die periode, de PGM-17 Thor en de SM-65 Atlas, RP-1 raketkerosine als brandstof. Dit is echter niet de meest geschikte brandstof voor ballistische raketten die snel inzetbaar moeten zijn. Dat komt doordat het tanken van de vloeibare zuurstof, die als oxidator bij dit type brandstof wordt gebruikt, kort voor de lancering moet plaatsvinden, maar wel kostbare tijd in beslag neemt. Hierdoor kon de raket niet onmiddellijk na het bevel tot lancering worden gelanceerd. Dit was dan ook de reden dat deze raket na het ontwikkelen van een opvolger met betere technieken buiten gebruik werd gesteld. Hoewel de Titan I maar kort beschikbaar was, was deze zeer belangrijk voor het evenwicht in de wapenwedloop van de koude oorlog en voor de ontwikkeling van latere raketten.
De motoren van de Titan I waren
- LR-87-3
- LR-91-3

Op het Cape Canaveral Air Force Station (CCAFS) werden voor de Titan I vier bovengrondse lanceerinstallaties voor het testprogramma gebouwd. LC-15, LC-16, LC-19 en LC-20. Samen met de vier Atlas test-installaties LC-11 t/m LC-14 vormden deze lanceercomplexen de zogenaamde Missile Row.
Elders in Amerika werden de Titans in ondergrondse raketsilo’s geplaatst. Het lanceerplatform van zo’n silo werd voor een lancering met raket en al boven de grond gehesen.
Opvallend is dat de Titan I-raketten na buitengebruikstelling anders dan andere langeafstandsraketten niet voor de ruimtevaart werd hergebruikt.

## Titan II
De LGM-25C Titan II was sterk gebaseerd op de Titan I, maar gebruikte Aerozine 50 als brandstof met distikstoftetraoxide als oxidator. Deze hypergolische stoffen zijn stabiel in de raket op te slaan waardoor er geen laat tankproces nodig was en er kort na het bevel gelanceerd kon worden. De Titan II werden verspreid over de Verenigde Staten in ondergrondse silo’s geplaatst waarin ze startklaar met een nucleaire lading stonden opgesteld. De motoren van de LGM-25C waren:
- LR-87-5
- LR-91-5

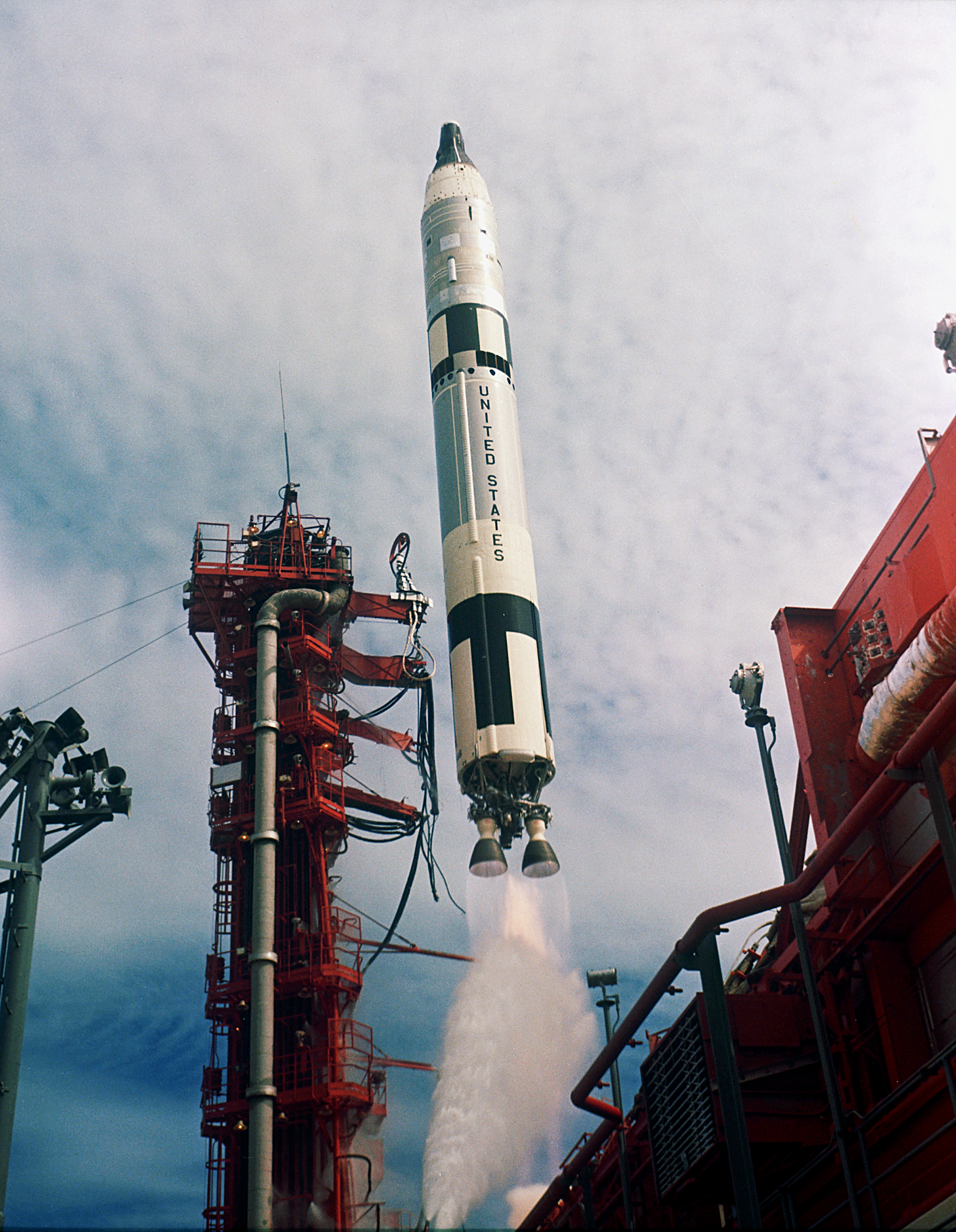
Gemini 11

Behalve als ICBM werd de Titan II ook voor ruimtevaart ingezet. In eerste instantie gebeurde dat in 1964-1966 voor NASA’s Geminiprogramma. Na twee onbemande testvluchten bracht de aangepaste Titan II GLV tien keer een Gemini capsule met telkens twee ruimtevaarders aan boord in een baan om de aarde. De hoofdmotoren van de Titan II-GLV waren
- LR-87-7
- LR-91-7

Deze waren aangepast en goedgekeurd voor bemande vluchten. De bemande vluchten van Titan II-GLV werden vanaf LC-19 de van het Cape Canaveral Air Force Station gelanceerd.

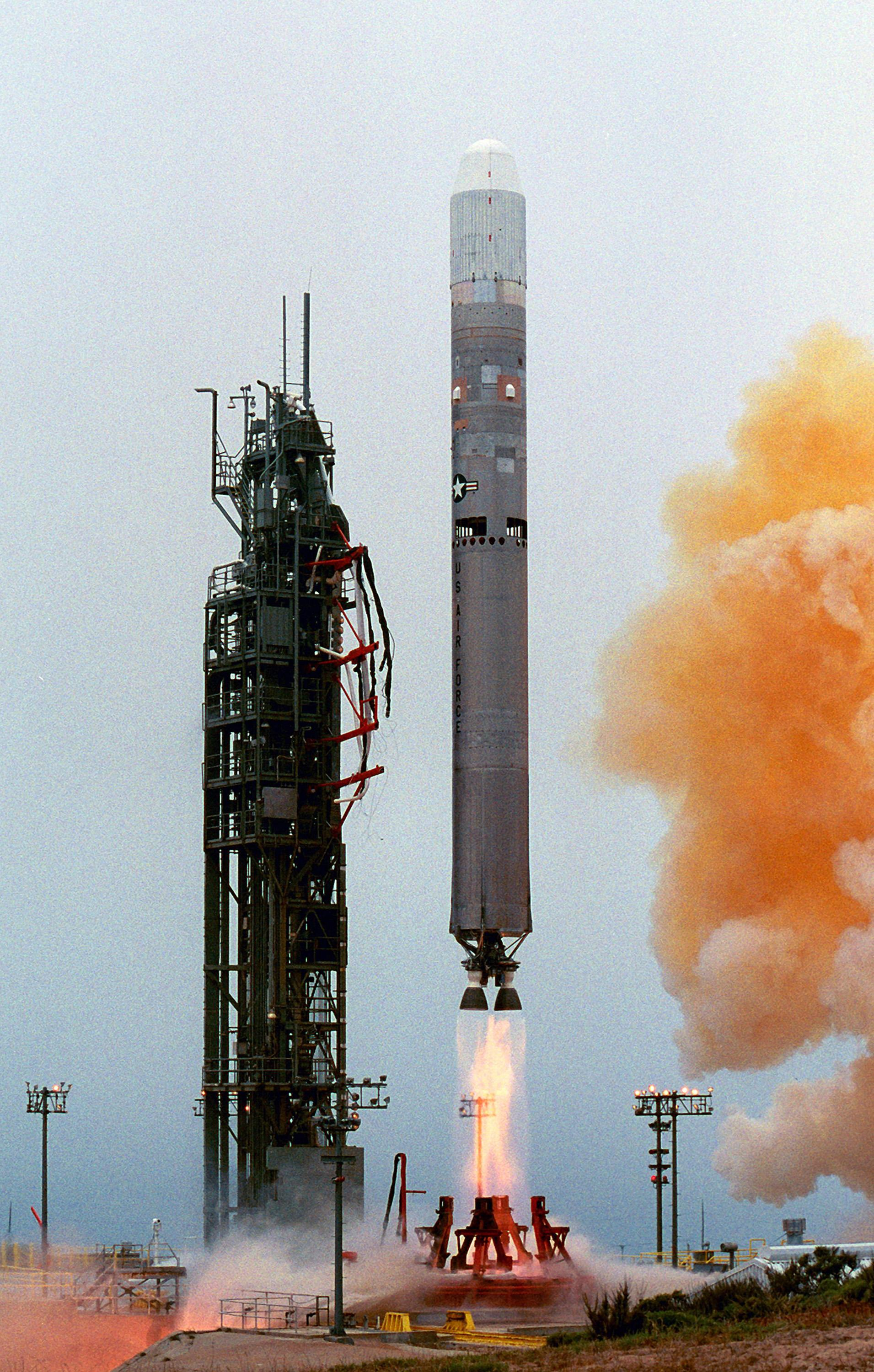
Een Titan 23G

Toen begin jaren 80 duidelijk werd dat de voorraad Atlas F-raketten, voormalige ICBM’s die tot lanceertuigen voor de ruimtevaart waren omgebouwd, op zouden raken werd besloten de 55 Titan II’s als ICBM buiten gebruik te stellen en tot ruimtelanceertuigen om te bouwen. Deze Titan 23G werd tot 2003 dertienmaal ingezet om militaire satellieten vanaf Vandenberg Air Force Base SLC-4W te lanceren.

### Ongeluk
In september 1980 explodeerde een LGM-25C Titan II in een raketsilo op de Little Rock Air Force Base nadat door gebruik van het verkeerde gereedschap een tank-aansluiting afbrak en 24 meter naar beneden viel en vervolgens door de wand van de brandstoftank van de eerste trap stuiterde. Doordat de Aerozine50 die uit de tank lekte extreem giftig is kon er niet goed worden ingegrepen. De explosie volgde de volgende ochtend toen een militair de silo was binnengegaan om de ventilatie aan te zetten. De explosie doodde de man en blies de kernkop de lucht in. Deze landde 30 meter van de silo maar lekte geen straling.

## Titan III
De USAF had midden jaren 1960 steeds zwaardere satellieten die om een krachtiger lanceertuig vroegen. Hoewel de USAF meewerkte aan de ontwikkeling van de Saturnus I en Saturnus IB van NASA die krachtig genoeg waren, waren de generaals niet blij met die civiele raketten en wilden ze liever hun eigen krachtige, militaire draagraket. De Titan III werd primair voor de ruimtevaart ontwikkeld. De basisuitvoering, de Titan IIIA was een vergrote uitvoering van de Titan II waarvan de motoren waren doorontwikkeld om er meer stuwkracht uit te persen. De brandstoftanks hadden een grotere diameter dan die van de Titan II en waren verstevigd om het gewicht van een derde trap of zwaardere satelliet te kunnen dragen. De Titan III was een modulaire raket die in meerdere configuraties al dan niet met toegevoegde vastebrandstof motoren, een aantal soorten derde rakettrap en verschillende formaten neuskegel kon worden uitgerust. De Titan IIIC configuratie was in eerste instantie ontworpen om missies van het geannuleerde bemande ruimtespionageprogramma (Manned Orbiting Laboratory) te lanceren. De Titan IIIE configuratie was ontwikkeld om ruimtesondes voor NASA te kunnen lanceren.
De Titan IIIA, Titan IIIB en Titan IIIC hadden als hoofdmotoren:
- LR-87-9
- LR-91-9

Alle latere uitvoeringen van de Titan III hadden als hoofdmotoren:
- LR-87-11
- LR-91-11

De sideboosters van de Titan IIIC, Titan IIID en TitanIIIE waren vastebrandstofmotoren van United Technologies Corporation van het type UA1205
Optionele derde rakettrappen konden zijn:
- Agena D (TitanIIIB)
- Transstage (Titan IIIC en Titan 34D)
- Centaur D-1T (Titan IIIE)
- Innertial Upperstage (Titan 34D)
- Transfer Orbit Stage (Commercial Titan III, ook beschikbaar voor 34D maar daarvoor niet gebruikt)

Lanceerplaatsen
- De Titan IIIA - CCAFS LC-20
- De Titan IIIB - VAFB SLC-4W
- De Titan IIIC - CCAFS LC-40 en LC-41
- De Titan IIID - VAFB SLC-4E
- De Titan IIIE - CCAFS LC-41

### Titan 34D en Commerciële Titan
De Titan 34D had een verlengde eerste en tweede trap en grotere, krachtiger side-boosters van het type UA1206. De Titan 34 week daarin af van de andere Titan III configuraties die alleen dezelfde eerste en tweede trap gebruikten. De Titan 34D werd in de jaren 1980 gebruikt voor de lancering van defensie satellieten. Er waren meerdere derde trappen voor deze raket beschikbaar.
De Titan 34D werd gelanceerd vanaf CCAFS LC-40 en VAFB SLC-4E
De Commerciële Titan III (ook wel CT-3) was sterk gebaseerd op de Titan 34D en gebruikte dezelfde motoren. De tweede trap was echter langer dan die van de Titan 34D en de neuskegel was ook groter. De CT-3 was aanvankelijk ontworpen voor de USAF, maar die gaf voorkeur aan de Delta II. Daarom besloot Martin Marietta deze raket commercieel aan te bieden. De CT-3 was echter een stuk duurder dan de concurrerende Ariane 4 en vloog daarom van 1989 tot 1992 maar viermaal.
De Commercial Titan III werd vanaf CCAFS LC-40 gelanceerd. NASA’s Mars Observer was daarvan de bekendste lancering. Hoewel de lancering zelf een succes was ging het contact met de ruimtesonde daarna tijdens de reis naar Mars verloren.

## Titan IV
In de jaren 80 werd een nieuwe generatie Titan raketten ontwikkeld nadat was besloten de Spaceshuttle niet meer voor het simpelweg militaire satellieten lanceren in te zetten. De Titan IV viel in de Heavy Lift-categorie wat wil zeggen dat deze meer dan 20.000 kg vracht in een lage baan om de aarde kon brengen. Anders dan met de voorgaande Titan-raketten (m.u.v. De Commerciële Titan III) waren niet alleen de bouw maar ook de lancering en integratie in handen van Lockheed Martin. De Titan IVA had als hoofdmotoren:
- LR-87-11A
- LR-91-11

De sideboosters waren van het type UA1207
De eerste lancering was op 14 juni 1989. Midden jaren 1990 werd een geüpgrade Titan IV, de Titan IVB in gebruik genomen. Door gebruik te maken van nieuwe grotere sideboosters van het type Hercules USRM die van lichtere materialen waren gemaakt waardoor de capaciteit toenam. Net als bij de Titan III konden er indien nodig verschillende bovenste rakettrappen op de Titan IV gemonteerd worden in de praktijk waren dit de Inertial Upperstage en de Centaur T. De Titan IV-raketten werden gelanceerd vanaf CCAFS LC-40, LC-41 en VAFB SLC-4E. De Titan IV-B werd overbodig toen de raketten die onder het EELV-programma waren ontwikkeld (Atlas V en Delta IV) de zware wetenschappelijke en militaire lanceringen overnamen. De laatste vlucht was in 2005.

## Titan V-concept
Lockheed Martin had ook een ontwerp voor een nog krachtiger opvolger voor de Titan IV die vrachten tot 41.000 kg in de ruimte moest kunnen brengen. Uiteindelijk bleek zo’n krachtige raket niet nodig en wilde men zoveel mogelijk af van de gevaarlijke hypergolische brandstoffen van de Titan-raketten. Bovendien zijn RP-1 en waterstof effectievere brandstoffen voor raketten. Daarom besloot Lockheed-Martin voor het EELV-programma, in te zetten op een krachtiger variant van hun andere raketfamilie de Atlas, resulterend in de Atlas V.